# Verband deutscher Schokoladenfabrikanten
Der Verband deutscher Schokoladenfabrikanten war ein Interessenverband der Schokoladenindustrie im Deutschen Kaiserreich und der Weimarer Republik. Er wurde 1877 gegründet und 1934 aufgelöst. 
Der Verband legte Richtlinien im Bereich Qualität, Qualitätssicherung und Qualitätskontrolle für Schokolade fest (Reinheitsgebot für Schokolade). Diese Maßnahmen stärkten das Vertrauen der Kunden in gute Schokoladenprodukte und steigerte deren Absatz.

## Geschichte
Der Verband wurde am 6. Januar 1877 in Frankfurt (am Main) gegründet. Bei der Gründung waren 20 deutsche Unternehmen beteiligt, darunter fünf aus Dresden, dem damaligen Zentrum der deutschen Schokoladenherstellung. Die Dresdner Firmen waren Hartwig & Vogel, Petzold & Aulhorn, Otto Rüger, Lobeck & Co., Guth & Birnbaum. Ab 1891 wurde die Geschäftsstelle des Verbands nach Dresden verlegt.

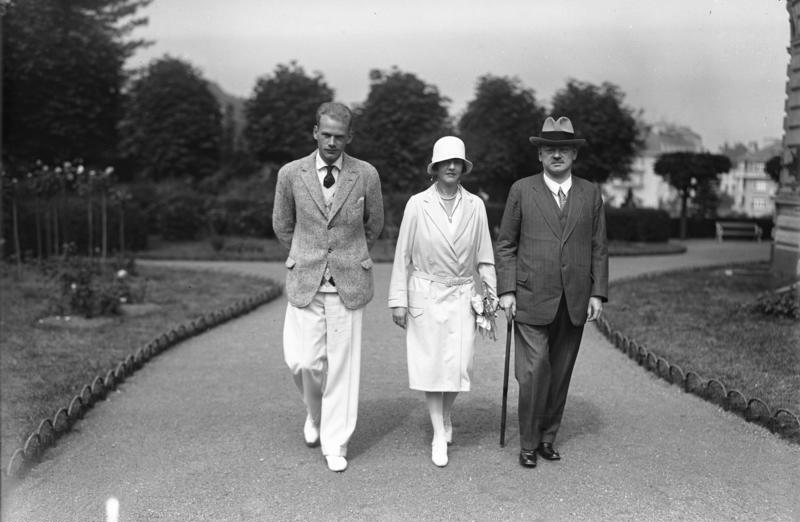
Während seiner Dresdner Jahre heiratete der spätere deutsche Außenminister Stresemann (rechts) die Industriellentochter Käte Kleefeld.

Von 1901 bis 1904 arbeitete Gustav Stresemann (1878–1929) in der Position eines Assistenten als Interessenvertreter und Rechtsberater beim Verband deutscher Schokoladenhersteller. Stresemann gelang es, unter den unterschiedlich strukturierten Mitgliedsunternehmen einen Interessenausgleich herbeizuführen. Es kam auf seine Initiative hin zu einer Verständigung über einen Mindestpreis für die Produkte. Erst nach Ausscheiden Stresemanns endete diese Absprache und führte 1906 zu einem langen Preiskampf. Um die Abhängigkeit von Zulieferern zu begrenzen, schlug er mit Erfolg den Bau einer eigenen Zuckerfabrik außerhalb des Zuckerkartells vor. Bemerkenswert ist, dass Stresemann als einer der ersten Verbandsvertreter systematische Pressearbeit betrieb.
In der Zeit des Nationalsozialismus war der Verband von der Gleichschaltung und Umstrukturierung des Verbandswesens betroffen: Die Wirtschaftsgruppe Lebensmittelindustrie innerhalb der Reichsgruppe Industrie war ab 1934 bis 1945 der staatlich eingesetzte und organisierte, alleinige Vertreter der Unternehmen der Lebensmittelindustrie in Deutschland, für die eine Pflichtmitgliedschaft bestand. Die Fachgruppen und Fachuntergruppen der WG Lebensmittelindustrie traten anstelle der freien Verbände. Gemeinsam mit den zwei anderen bis dahin maßgebenden Verbänden der Süßwarenindustrie wurde der Verband deutscher Schokoladenfabrikanten 1934 in die Fachgruppe Süßwarenindustrie überführt und damit aufgelöst.

## Mitglieder

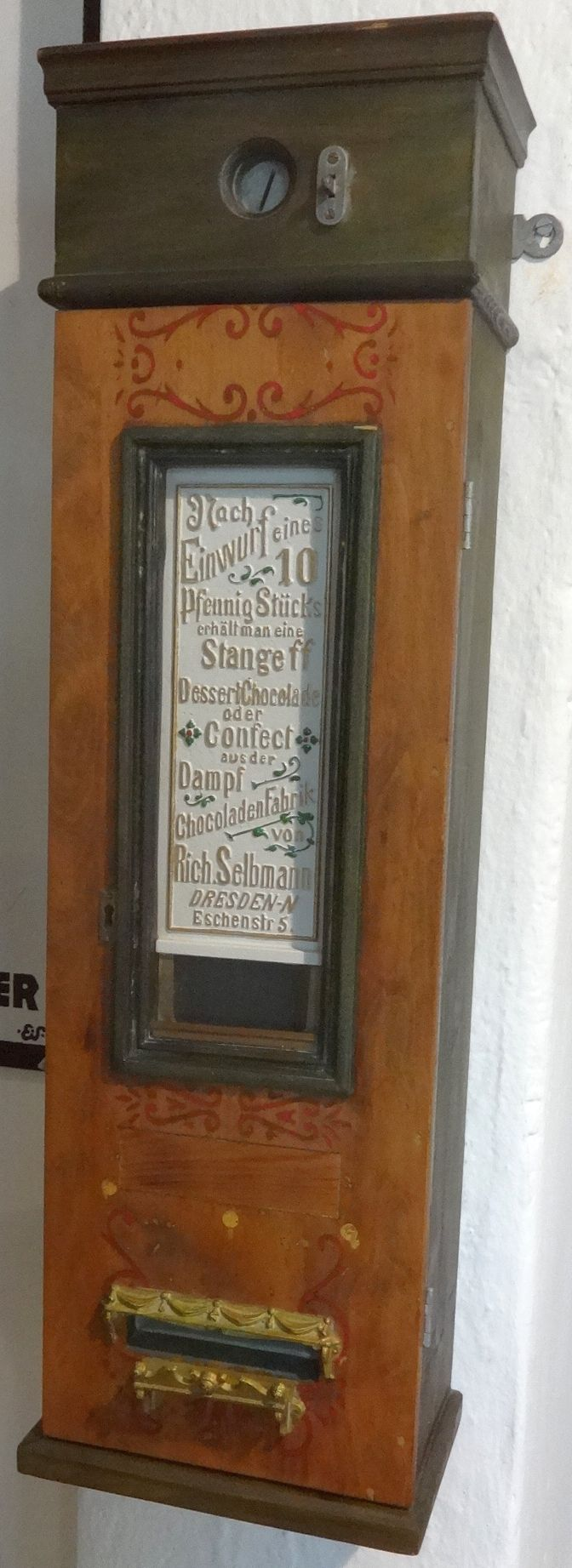
Schokoladen-Automat der Richard Selbmann Fabrik

Mitglieder des Verbands waren deutsche Unternehmer und Unternehmen der Schokoladenindustrie in Deutschland, insbesondere aus Dresden, dem damaligen Zentrum der Schokoladeherstellung. 1877 hatte der Verband 20 Mitglieder.
Die Mitgliederzahl erhöhte sich in den Jahren
- 1881 auf 50 Mitglieder
- 1901 auf 76 Mitglieder
- 1926 auf 178 Mitglieder.

Neben den Dresdner Schokoladeherstellern waren weitere wichtige Mitglieder Richard Selbmann, Jordan & Timaeus, Gerling & Rockstroh (Gero), Riedel & Engelmann.

## Verbandssitz und Vorsitzender
Der Verbandssitz war am Wohnort des Vorsitzenden bzw. des Syndikus.
- 1877–1879 Stuttgart (Wohnort des Vorsitzenden)
- 1879–1891 Mannheim
- seit 1891 Dresden

Folgende Dresdner Schokoladenfabrikanten hatten den Vorsitz inne: 
- 1881–1897: (Otto Rüger)
- 1906–1911: (Heinrich Vogel)
- ab 1922: (Max Rüger).

Als Geschäftsführer bzw. deren Assistenten beim „Dresdner Verband“ fungierten der Handelskammersekretär und Landtagsabgeordnete Paul Schulze (1891–1905), der Mitbegründer des Verbandes sächsischer Industrieller und spätere Reichskanzler Gustav Stresemann (1901–1904) und der Geschäftsführer mehrerer Unternehmensverbände Carl Greiert (seit 1907).

## Aufgaben im Bereich der Qualitätskontrolle

### Inhalt der Kontrollen
Die Qualitätskontrolle betraf die Überprüfung der Inhaltsstoffe. Ein Produkt durfte nur dann Schokolade genannt werden, wenn es reinen Kakao und Zucker enthielt. Kakao durfte nicht durch Stärke, Mehl oder Zwieback ersetzt werden.

### Nachweis guter Qualität
Seit 1878 gab es eine Verbandmarke, welche die Reinheit der Produkte garantierte. Jeder Hersteller, der diese Marke auf seinen Produkten abbilden wollte, musste unangekündigte Qualitätskontrollen in seiner Fabrik zuzulassen. Die Marke war ein ovales Symbol mit dem Text „GARANTIRT REIN CACAO – VERBAND DEUTSCHER CHOKOLADE-FABRIKANTEN“ oder „GARANTIRT REIN CACAO & ZUCKER – VERBAND DEUTSCHER CHOKOLADE-FABRIKANTEN“. In der Mitte war ein Wappen.
1897 war in Anzeigen zu lesen: 

„Deutsche Industrie. Durch höchste Vollkommenheit der Betriebseinrichtungen und Ausnutzung der vorteilshaftesten Bezugsquellen ist die deutsche Cacao- und Chocolade-Industrie in der Lage, ihre Fabrikate in preiswürdiger und vorzüglicher Beschaffenheit herzustellen. Eine Gewähr für genaue Handhabung der Bestimmungen des Nahrungsmittel-Gesetzes, welche in solcher Strenge in keinem anderen Land bestehen, bieten die obigen Garantiemarken des unterzeichnenten Verbandes. Die Mitglieder des Verbandes deutscher Chocolade-Fabrikanten.“

Im Text waren die beiden oben beschriebenen Logos eingebettet.

### Konsequenzen bei Minderqualität
Regelmäßig untersuchten professionelle Chemiker die Produkte der Mitglieder des Verbandes. Wenn vom Verband abgelehnte Stoffe verwendet wurden, gab es beim ersten Mal eine Verwarnung, beim zweiten Mal wurde einer Geldstrafe zwischen 50 und 100 Mark verhängt und beim dritten Mal wurde das Unternehmen aus dem Verband ausgeschlossen. Weiterhin wurde der Verstoß mit Angaben der Ausschlussgründe in mehreren Tageszeitungen publiziert.